# Fornborgar i Finland

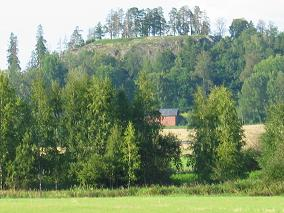
Hakoinen fornborg i Janakkala i augusti 2005.

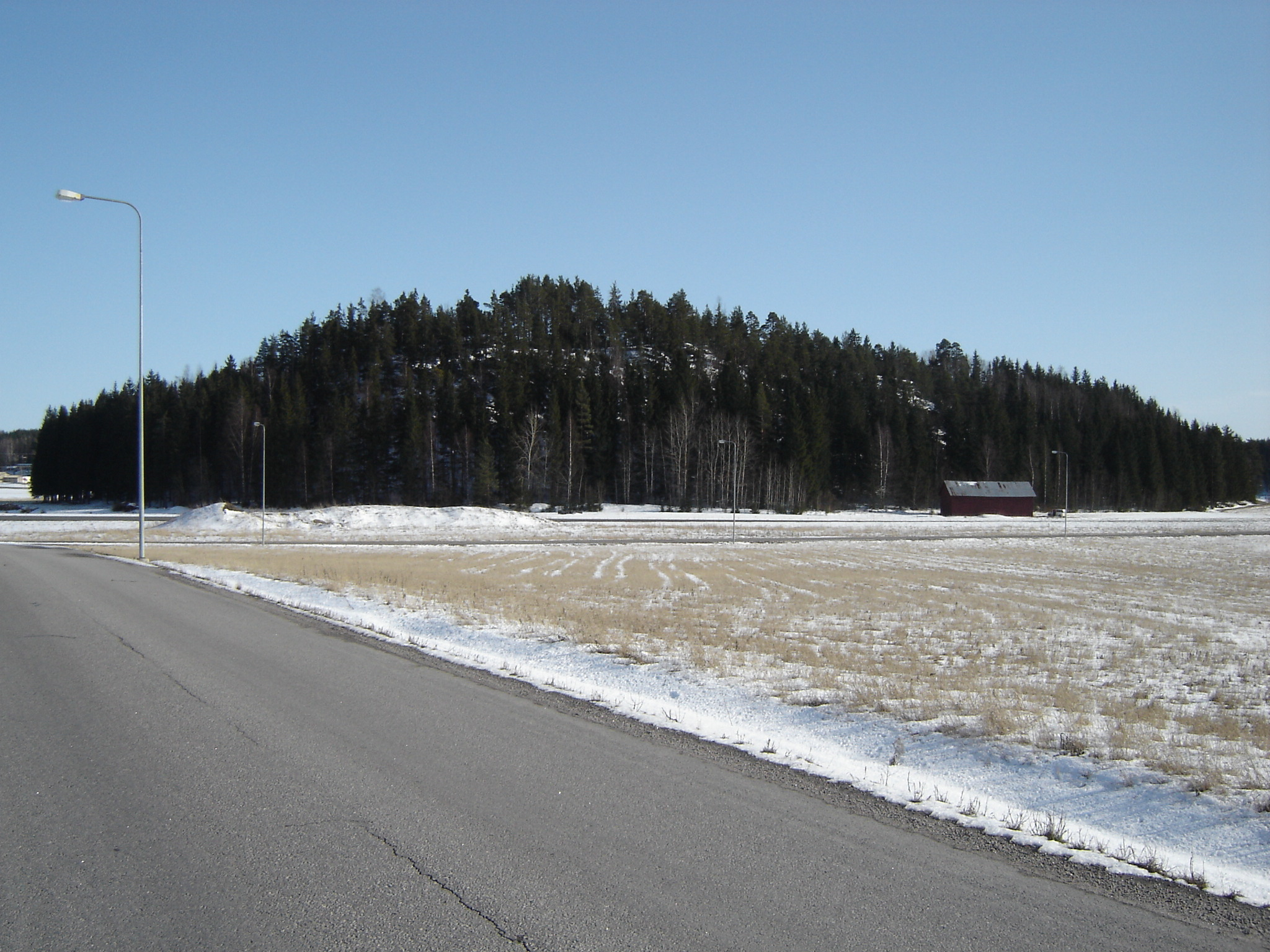
Rikala fornborg i Halikko.

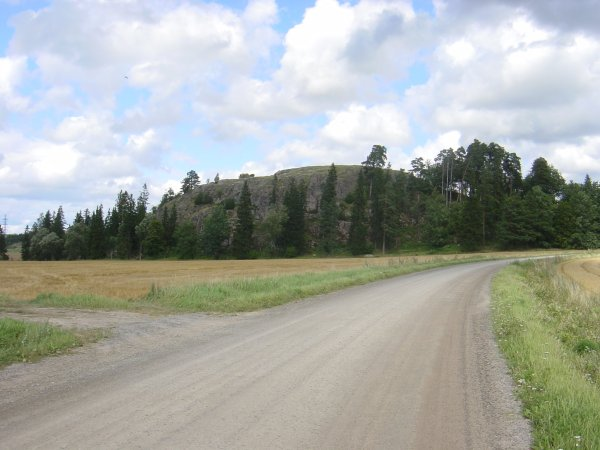
Vanhalinna i Lundo.

Fornborgar i Finland har från och med åtminstone järnåldern uppförts på berg och åskrön och försetts med vallar av sten eller jordblandad sten, vilkas utsida är brant och ofta mycket högre än den från murkrönet inåtsluttande sidan. 
Järnålderns fornborgar utgör en imponerande grupp av fornlämningar, som allt sedan arkeologins barndom varit föremål för arkeologernas och historikernas intresse, som till exempel Hjalmar Appelgren-Kivalo, Juhani Rinne och Julius Ailio. Inom Finlands gränser finns 70-90 fornborgar, de flesta på Åland, i Egentliga Finland, Nyland, Tavastland – några få i Satakunda och Savolax. Därtill kommer ett tiotal fornborgar från Ladoga-Karelen, men i södra Österbotten saknas de. Några kända fornborgar är Rapola i Sääksmäki, Kapatuosia i Hollola, Junkersborg i Karis, Sibbesborg i Sibbo och Borgbacken i Borgå. 
Fornborgarna i Finland påminner mycket om dem som förekommer i Sverige, men uppvisar även en del östbaltiska drag. Fornborgarna består av branta och svårtillgängliga berg, vilka på en eller flera lättillgängliga sidor befästs med vallar av sten. Vallarna, som är konstruerade av natursten, har tjänat som fundament för palissader eller andra träkonstruktioner och har ofta en portöppning. I Savolax finns några fornborgar med rätt väl bevarade murar, men i södra Finland har vallarna i regel rasat. Fornborgar som anlagts på moränkullar förekommer också, men de är sällsynta. Ibland saknas egentlig vall, fastän terrängen nog skulle kräva en sådan. Överbyggnaden har då uppförts direkt på marken, som ibland varit stenlagd. Vallarna har troligen uppburit timrade överbyggnader; spår av palissader finns däremot inte. Byggnaderna i fornborgarna var i regel rätt små. 
Fornborgar anses generellt ha varit i användning under yngre järnålder, snarast under vikingatid och eller korstågstid. Vid utgrävningar i Vammala stad sommaren 1970 påträffades Finlands hittills äldsta kända fornborg, daterad till sen stenålder. Fornborgar är solitärer, vilkas funktion och användningstid varierat. De har i allmänhet uppfattats som tillflyktsborgar, befästa platser, där bygdens folk sökte skydd då en yttre fara hotade. Orsaken till etablerandet av fornborgar är komplicerade och avspeglar samhällsföreteelser av såväl ekonomisk, bebyggelsehistorisk, social och maktpolitisk som strategisk natur. Några fornborgar i Tavastland har tillsammans bildat ett enhetligt försvarssystem och varit centra för såväl försvar som signalväsen. Det senare kan ha kompletterats med vårdkasberg. 
Under 1930-talet användes fornborgarna som symboler i den nationalistiska retoriken. 1980-talets Rapola-rörelse manade fram 1930-talets fosterländska finskhet för försvaret av tavasternas största fornborg mot ett vägbygge. 
Det vanligaste ortnamnet som anger förekomsten av en fornborg är Linnamäki (Borgbacken), men även andra namn med sammansättningsleden –linna och –borg förekommer. Vissa fornborgar som Vanhalinna i Lundo och Haga i Janakkala har senare byggts om till medeltida borgar, i vilka murbruk använts.